# Campionati europei di bob 1994
I Campionati europei di bob 1994, ventottesima edizione della manifestazione organizzata dalla Federazione Internazionale di Bob e Skeleton, si sono disputati a La Plagne, in Francia, sulla pista omonima, il tracciato sul quale si svolsero le competizioni del bob e dello slittino ai Giochi di Albertville 1992. La località delle Alpi francesi, afferente al comune di Mâcot-la-Plagne, ha quindi ospitato le competizioni europee per la prima volta nel bob a due uomini e nel bob a quattro.

## Risultati

### Bob a due uomini
| Pos. | Atleti                        | Nazione  |
| ---- | ----------------------------- | -------- |
|      | Christoph Langen Peer Joechel | Germania |
|      | Günther Huber Stefano Ticci   | Italia   |
|      | Gustav Weder Donat Acklin     | Svizzera |

### Bob a quattro
| Pos. | Atleti                                                        | Nazione     |
| ---- | ------------------------------------------------------------- | ----------- |
|      | Günther Huber Antonio Tartaglia Stefano Ticci Mirco Ruggiero  | Italia      |
|      | Mark Tout George Farell Jason Wing Lenny Paul                 | Regno Unito |
|      | Dirk Wiese Christoph Bartsch Michael Liekmeier Wolfgang Haupt | Germania    |

## Medagliere
| Pos.   | Paese       | Oro | Argento | Bronzo | Totale |
| ------ | ----------- | --- | ------- | ------ | ------ |
| 1      | Italia      | 1   | 1       | 0      | 2      |
| 2      | Germania    | 1   | 0       | 1      | 2      |
| 3      | Regno Unito | 0   | 1       | 0      | 1      |
| 4      | Svizzera    | 0   | 0       | 1      | 1      |
| Totale | Totale      | 2   | 2       | 2      | 6      |